# رالف كول (لاعب كرة قدم أمريكية)
رالف كول (بالإنجليزية: Ralph Kohl)‏ هو لاعب كرة قدم أمريكية أمريكي، ولد في 21 أغسطس 1923 في شاكير هايتس في الولايات المتحدة، وتوفي في 11 يونيو 1997.